# Aschanti IV
Die Aschanti IV ist eine schonergetakelte klassische deutsche Segelyacht.
Die Aschanti IV wurde als Nachfolgerin der 1939 gebauten Aschanti III im Jahr 1954 für den Werftbesitzer Ernst Burmester in Bremen auf seiner Burmester Werft nach Plänen des Konstrukteurs Henry Gruber gebaut, der auch die Segelyacht Hamburg VI des Hamburgischen Vereins Seefahrt entwarf. Die Aschanti IV war seinerzeit mit einer Vermessung von 24 KR die größte deutsche Segelyacht und trägt entsprechend heute noch das Segelzeichen 24/1. Bis in die 1960er-Jahre nahm sie im Nachkriegsdeutschland die inoffizielle Funktion einer Staatsyacht ein und hatte während der Kieler Wochen den Bundespräsidenten als Gast an Bord, der von dieser Stelle Flottenparaden von Kriegsschiffen der Bundesmarine und befreundeten Nationen auf der Förde abnahm.
Der genietete, schwarze Stahlrumpf der Aschanti IV hat eine Länge über Deck von 31,4 Metern; die Länge über alles, also von der Nock des Klüverbaums bis zur Nock des achtern über den Rumpf hinausragenden Großbaums, beträgt 34,8 Meter. Bei einer Konstruktionswasserlinie von 22 Metern ergeben sich etwas über 10 Meter Überhänge. Trotz der Breite von 6,20 Metern und einem Tiefgang von gut 4 Metern ist die Aschanti IV daher nur für die Unterbringung von sechs Gästen (in vier Kabinen) und einer vier- bis sechsköpfigen Crew vorgesehen. Die Segelfläche am Wind beträgt rund 460 m².
Nach dem Tode Burmesters ging die Aschanti IV durch verschiedene Hände als ex Afaneti, ex Marie Pierre, ex Aschanti of Saba. Aktuell trägt sie den Namen Aschanti IV of Vegesack mit dem Heimathafen Bremen.
Aschanti IV wurde auf der Fr. Lürssen Werft in Bremen von 1991 bis 1994 einer umfangreichen Überholung unterzogen. Dabei wurden Holzarbeiten im Rumpfbereich und im Rigg vorgenommen und neueste Technologie installiert. Im Jahr 2009 wurde der komplette Salon aus Mahagoni überholt.
Aschanti IV of Vegesack segelt unter ihrem derzeitigen Eigner unter der Flagge der Cayman Islands.

## Aschanti IV auf der Kieler Woche

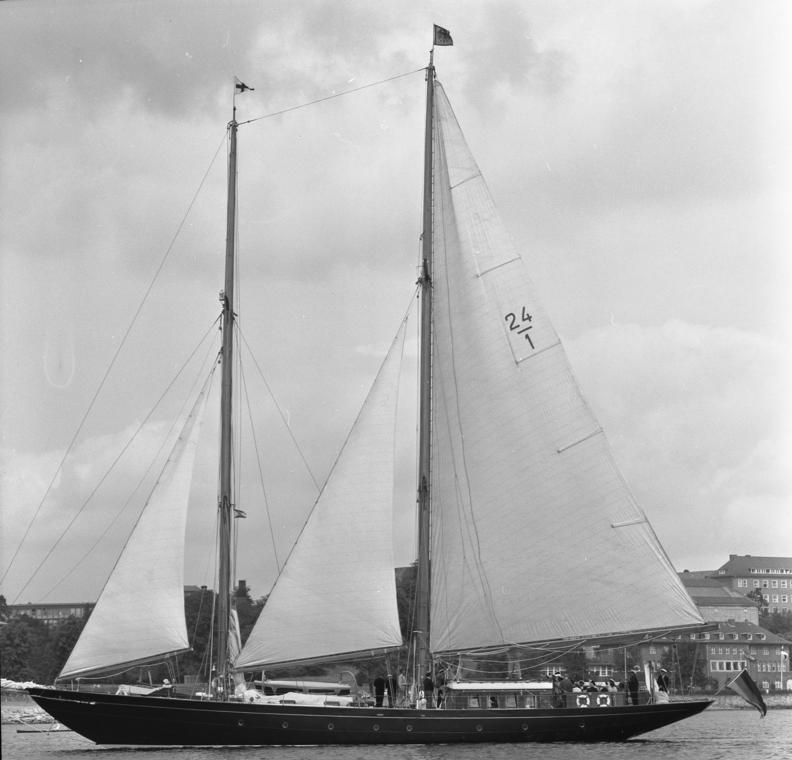
Ashanti IV auf der Kieler Woche 1962
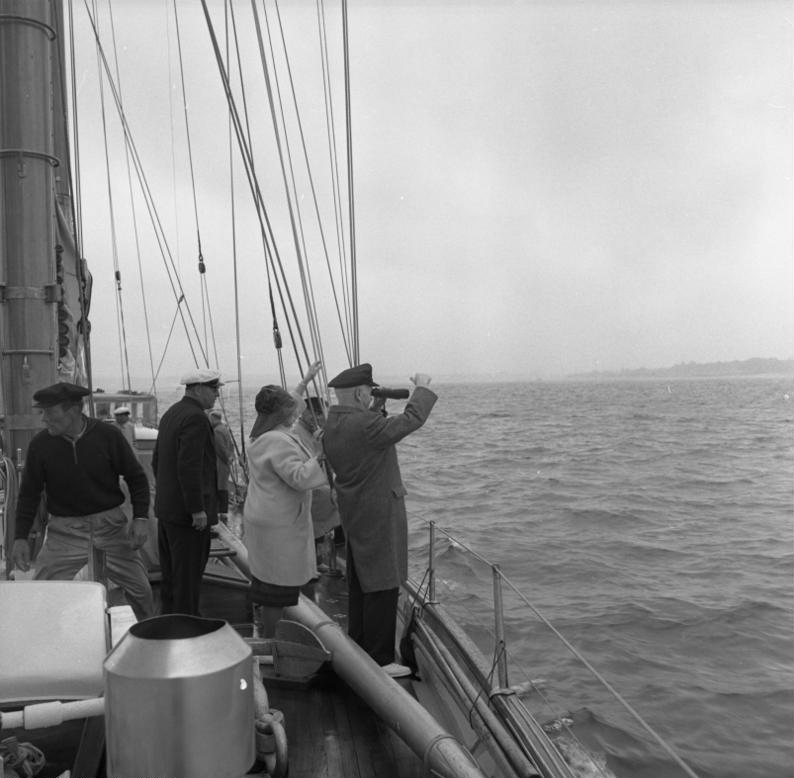
Heinrich Lübke mit Ehefrau während der Kieler Woche 1961 auf Aschanti IV
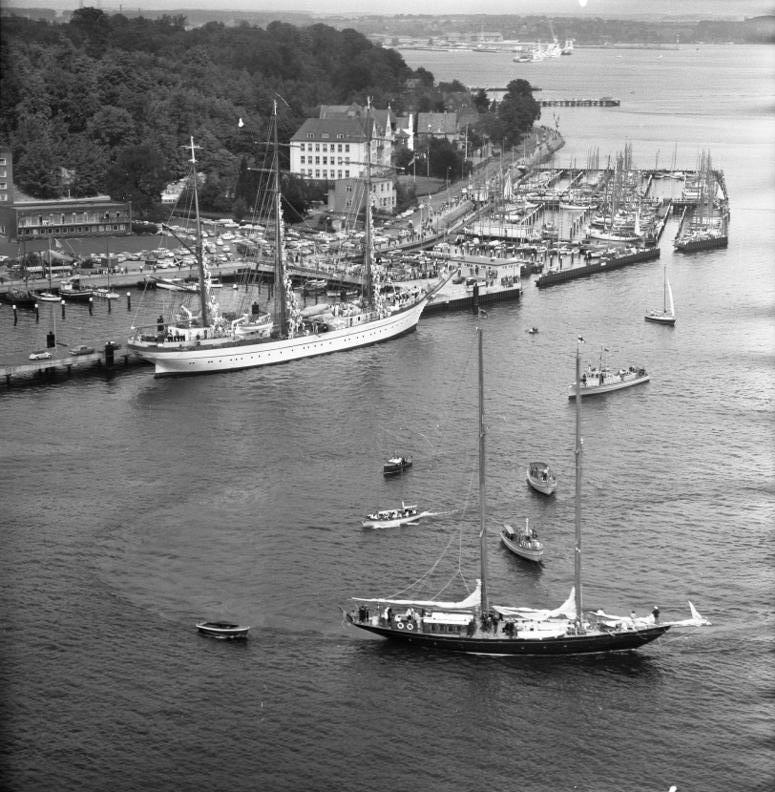
Ashanti IV (vorn) und Gorch Fock auf der Kieler Woche 1962
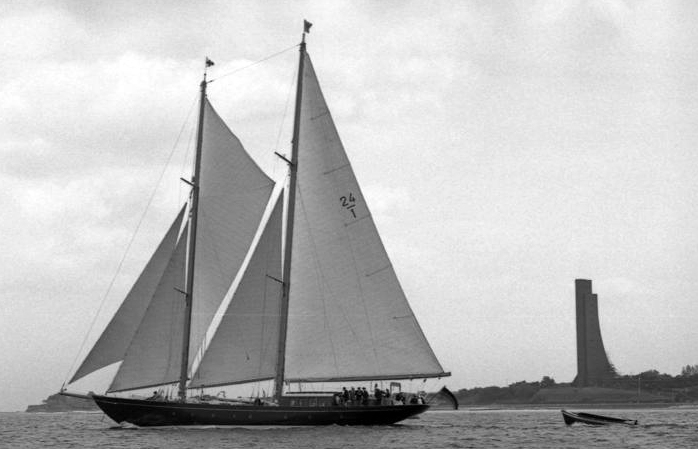
Aschanti IV vor dem Marine-Ehrenmal Laboe auf der Kieler Förde zur Kieler Woche 1962